# Kunsthochschule Valand
Die Kunsthochschule Valand (schwedisch: Konsthögskolan Valand), gewöhnlich Valand genannt, ist eine Kunsthochschule in Göteborg, Schweden, die 1865 gegründet wurde.

## Geschichte
Sie wurde als Göteborger Zeichenschule im Jahr 1865 gegründet und ist seit 1977 Teil der Universität Göteborg. Die Schule liegt im Zentrum von Göteborg an der Vasagatan. Valand hat rund 70 Studenten und ist seit 2007 Teil des Bologna-Prozesses mit einem dreijährigen Bachelor-Studium in Bildender Kunst und einem zweijährigen Master-Programm in bildender Kunst wie auch Independent Studies und Forschungsmöglichkeiten. Pro Jahr werden nur etwa 20 neue Studenten akzeptiert. 
Jeden Frühling stellen die Studenten der MFA-Abschlussklasse gemeinsam in der Göteborg Kunsthalle und anderen Galerien aus. Die Schule beherbergt zwei schuleigene Galerien, Rotor und Rotor 2.

## Bekannte Schüler und Lehrer
- Einar Hákonarson (Schüler)
- Carl Larsson (Professor)
- Bruno Liljefors (Professor)
- Torsten Billman (Professor)
- Peter Dahl (Professor)
- Vera Nilsson (Schülerin)
- Fredrik Wohlfahrt (Professor)